# Reichsstadtgymnasium Rothenburg ob der Tauber
Das Reichsstadtgymnasium Rothenburg ob der Tauber (RSG) ist ein naturwissenschaftlich-technologisches, sprachliches und wirtschaftswissenschaftliches Gymnasium im mittelfränkischen Rothenburg ob der Tauber mit mehr als 550 Schülern. Das aktuelle Schulgebäude wurde von dem Architekten Günter Behnisch entworfen.

## Schulleben

### Ausbildungsrichtungen
- Naturwissenschaftlich-technologisch, mit dem Fach Englisch und der Wahl zwischen Latein und Französisch
- Neusprachlich, Sprachenfolge Englisch, Latein, Französisch
- Wirtschaftswissenschaftlich, ebenso mit dem Fach Englisch und der Wahl zwischen Latein und Französisch[1]

## Gelände und Gebäude

### Gelände
Das Gymnasium ist Teil des Schul- und Sportzentrums „Bei der Bleiche“, bestehend aus Mittelschule, Gymnasium, großer Sporthalle und Grünanlagen. Die Gesamtplanung des Schul- und Sportzentrums und die Entwürfe der einzelnen Gebäude wurden 1972 vom Büro Behnisch & Partner durchgeführt. Das Areal steht unter Denkmalschutz.

### Gebäude und Architektur
Das Gebäude wurde 1976–1978 von Günter Behnisch errichtet, der auch das Münchner Olympiastadion baute, und erinnert in seiner Architektursprache an das nur zwei Jahre zuvor gebaute Josef-Effner-Gymnasium in Dachau.
Das Schulhaus kennzeichnet sich durch einen unregelmäßigen Baukörper, der aus um eine zentrale Halle gruppierten, ein bis zweigeschossigen Flachdachbauten besteht.  Innerhalb und außerhalb des Gebäudes stützen runde Betonsäulen die Obergeschosse, die durch Split-Level aufgeteilt sind. Die Farbe Grün spielt in der Gebäudegestaltung eine zentrale Rolle, so gliedern grüne Fassadenelemente die Außenansichten des Baukörpers. Durch viele Glasflächen und eine großzügig gestaltete Aula entsteht viel lichtdurchfluteter Raum. Im Erdgeschoss befinden sich neben der Schulverwaltung diverse andere Räumlichkeiten wie die Aula oder die Schulmensa, an der Ostseite ist die Turnhalle angebaut.

### Errichtung eines Erweiterungsbaus
Ab dem Schuljahr 2005/2006 begann die Entstehung des Erweiterungsbaus. Neben neuen Räumen für Biologie und Chemie wurden auch ein moderner Computerraum, eine Oberstufenbibliothek und neue Klassenräume für den Ganztagsunterricht realisiert.

## Geschichte

### Entstehungszeit
Im Mittelalter existierte in Rothenburg ob der Tauber ab dem 13. Jahrhundert eine kirchlich betriebene Schule. Ziel war neben dem Erlernen des Lateins eine musikalische Ausbildung mit dem Hintergrund, dass die Schüler mit Chorgesang die Gottesdienste ausgestalten und als Priester herangebildet werden sollten. Im 14. Jahrhundert wurde sie zu einer Stadt- oder Bürgerschule umgewandelt, die jedem Bürgerknaben zugänglich war, auch wenn er nicht Pfarrer werden wollte. Die Lehrer waren nunmehr keine Pfarrer, sondern von der Stadt angestellte Schulmeister. Wesentliche Inhalte des Schulbetriebs waren: Lesen, Schreiben, Grundelemente des Lateins und Gesangsunterricht. Die Schule war stets den Knaben vorbehalten (Knabenschule). Für arme Schüler gab es Stipendien, die ihnen den Besuch der Schule ermöglichten. Erst im 16. Jahrhundert wurde eine eigene Mädchenschule eingerichtet.
Mit der Einführung der Reformation in Rothenburg entstand das Bildungsziel, die Jugend im reformierten Glauben zu unterrichten. So wurde 1554 in Rothenburg eine Schulaufsichtsbehörde, das Scholarchat, eingerichtet, welches später im Konsistorium, der geistlichen Oberbehörde der Reichsstadt, aufging. Dies gilt als die Gründung des Reichsstadt-Gymnasiums.

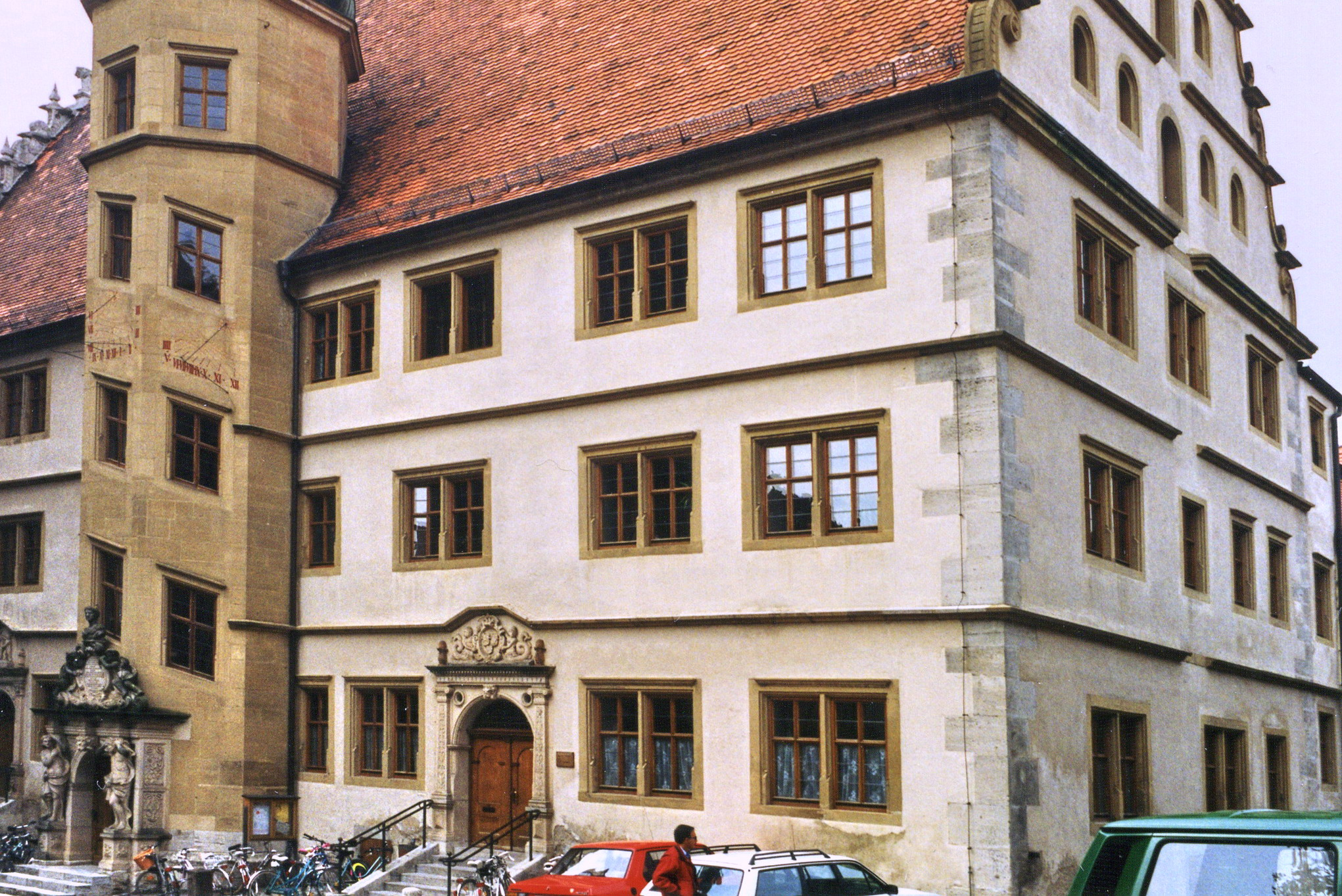
Ehemaliges Schulgebäude neben St. Jakob

### Rothenburger Lateinschule (1593–1913)
Ab 1593 nahm das Gymnasium im neuen Bau neben St. Jakob den Unterricht auf. Der Unterrichtsbetrieb erlebte eine grundlegende Erneuerung. Die Schüler wurden in vier Klassen eingeteilt, neue Lehrbücher wurden angeschafft, die Lehrmethoden verbessert. Weiterhin standen Latein und Kirchenmusik im Vordergrund des Lehrens. Eine 5. Klasse wurde eingeführt und öffentliche wissenschaftliche Vorlesungen, sogenannte „Lectiones publicae“ wurden abgehalten, zu denen neben den Schülern der Oberklassen und den Lehrern auch die gebildete Oberschicht der Stadt eingeladen war.
Mit dem Einzug in das neue Gebäude wurde der berühmte Chemiker Andreas Libavius zum „Inspector Scholae“ ernannt, ein Amt, das sich weder vor noch nach ihm in Rothenburg nachweisen lässt, das demnach eigens auf seine überragende Person zurechtgeschneidert war. Er war Verfasser der neuen Schulordnung von 1593, die erstmals auch eine Dienstordnung für die Lehrer brachte, im 2. Teil Lehrplan und Lehrmethoden für die einzelnen Klassen festlegte, im 3. Teil eine Disziplinarordnung für die Schüler aufstellt und zum Schluss das Zusammenleben der Alumnen regelte.
Von geringen Unterbrechungen abgesehen wurde während des ganzen Dreißigjährigen Krieges der Schulbetrieb aufrechterhalten. Notwendige Einführungen von Realfächern wie Geschichte, Geographie oder eine stärkere Betonung der Muttersprache wurden noch nicht angegangen. 1683 wurde der deutsche Katechismus verbindlich und um die gleiche Zeit gab es in den Klassen auch deutsche Rechtschreibübungen.
Mit Beginn der Aufklärung drangen im 18. Jahrhundert wenigstens einige, längst als notwendig erkannte Neuerungen auch am Rothenburger Gymnasium durch, vor allem durch die Einführung neuer Fächer: Mathematik, Physik, Geschichte, Geographie. Deutsch wurde nicht als Unterrichtssprache verwendet, aber immerhin schon gepflegt. Ein neues Lateinverständnis griff allmählich Platz: nicht so sehr die aktive Beherrschung der Sprache sollte im Mittelpunkt stehen, sondern die formale und inhaltliche Bildung, die durch das Latein vermittelt wurde. Das Anschaulichkeitsprinzip in allen Fächern gewann an Boden.
Nachdem 1802 kurbayerische Truppen Rothenburg besetzt hatten, wurde das Rothenburger Gymnasium in eine vierklassige Studienschule umgewandelt, die später wieder Lateinschule genannt wurde. 1874 wurde sie auf fünf Klassen erhöht, ab 1894 zum sechsklassigen Progymnasium ausgebaut. Bereits 1865 wurde der Lateinschule eine Realklasse angehängt, aber erst 1877 begann eine dauerhafte Entwicklung zu einer sechsklassigen Realschule. Sie wuchs beständig weiter, so dass in den Jahren 1912/13 ein Neubau am Bezoldweg errichtet wurde.

### Rothenburger Progymnasium (1913–1977)
Im Neubau am Bezoldweg wurden 1924 die beiden höheren Schulen in Rothenburg, das Progymnasium und die Realschule, örtlich und organisatorisch vereint.
Mit dem Aufstieg des Nationalsozialismus wurde das Gymnasium mehrfach umstrukturiert und umbenannt. In der Stadt und im Bezirk Rothenburg gehörten 1936 rund 60 Prozent der Lehrer  der NSDAP an. Vor 1933 waren bereits 27,8 Prozent der Lehrer Parteimitglied. Die Zahl stieg 1933 auf 38,33 Prozent und lag somit über dem Reichsdurchschnitt von 25 Prozent.
1937 wurde im Rahmen der NS-Gleichschaltung das Progymnasium zu einer sechsklassigen Oberschule für Jungen verändert. Siehe auch: Erziehung im Nationalsozialismus. Oberstudienrat Dr. Konrad Hoffmann stellte trotzdem in der Schule den jüdischen Schülern für den Religionsunterricht ein eigenes Zimmer zur Verfügung. Dem jüdischen Lehrer an der Schule, Siegmund Marx, gab er 1933 bei dessen Versetzung nach Speyer die in der Schulbibliothek vorhandenen und zur Vernichtung bestimmten jüdischen Zeitschriften mit. 1941 begann der Ausbau zur achtklassigen Vollanstalt, die nach dem langjährigen Rothenburger Oberbürgermeister und späteren bayerischen Ministerpräsident „Ludwig-Siebert-Oberschule“ benannt wurde.
In der Nachkriegszeit wurde sie 1946 umbenannt in „Oberrealschule mit Gymnasium“. Ab 1965 wurde diese zum mathematisch-naturwissenschaftliches Gymnasium, dem der heutige Name „Reichsstadt-Gymnasium“ verliehen worden war. Der gymnasiale Zweig trocknete zwar mit dem Schuljahr 1961/62 zwischenzeitlich ein, insgesamt aber nahm die Schule so umfangreich zu, dass Anbauten erforderlich wurden, was letztendlich zu einem Neubau des Schulhauses an der Bleiche führte.

### Reichsstadt-Gymnasium (seit 1978)
Mit dem Schuljahr 1969/70 überstieg die Schülerzahl erstmal die Vierhundert, im Schuljahr 1971/72 wurde die reformierte Oberstufe, die sogenannte Kollegstufe für die 12. und 13. Klasse eingeführt. Dies führte zu enormen Raumproblemen im Schulhaus am Bezoldweg. Eine beträchtliche Anzahl von Klassen musste in Ausweichräume im Jakobsschulhaus ziehen; auch der Bau eines Schulpavillons half nur kurzfristig. Diese akute Raumnot wurde durch den Neubau des Gymnasiums durch den Architekten Günter Behnisch gelindert.
2004 feierte das Reichsstadt-Gymnasium sein 450-jähriges Bestehen. Im Jahre 2006 wurde der Erweiterungsbau mit den neuen Fachbereichen Biologie und Chemie eingeweiht. Zum Schuljahr 2007/08 nahm die Mensa ihren Betrieb im Hauptgebäude auf.